# Ферри, Дэнни
Дэниел Джон Уиллард «Дэнни» Ферри (англ. Daniel John Willard "Danny" Ferry; родился 17 октября 1966, Хайатсвилл, Мэриленд) — американский профессиональный баскетболист, который тринадцать сезонов провёл в НБА. В настоящее время исполняет обязанности генерального менеджера «Нью-Орлеан Пеликанс». Он играл на позициях лёгкого и тяжёлого форварда. Ферри был игроком национального уровня во время учёбы в старшей школе и университете Дьюка. На драфте НБА 1989 года он был выбран под вторым номером клубом «Лос-Анджелес Клипперс». В 2003 году он стал чемпионом НБА в составе «Сан-Антонио Спёрс». С 2005 по 2010 годы Ферри был генеральным менеджером «Кливленд Кавальерс», с 2010 по 2012 годы занимал должность вице-президента по баскетбольным операциям в «Спёрс». С 2012 по 2015 годы занимал позицию генерального менеджера и президента по баскетбольным операциям в клубе «Атланта Хокс». «Хокс» его отправил в отставку за расистские высказывания 22 июня 2015 года.

## Ранние годы
Дэнни Ферри является сыном Боба Ферри, профессионального баскетболиста, а впоследствии генерального менеджера «Вашингтон Буллетс», дважды признанного менеджером года в НБА. Дэнни на протяжении трёх сезонов был основным игроком команды католической школы де Маты в Хайатсвилле. Его тренировал знаменитый Морган Вуттен, являющийся рекордсменом среди баскетбольных тренеров по количеству побед, одержанных их командами, и членом Зала славы баскетбола. В 1985 году он был удостоен звания лучшего баскетболиста США среди школьников по версии Parade.
После окончания школы Ферри поступил в университет Дьюка. Его выбор университета был основан схеме мобильной игры в нападении, используемой в университетской команде главным тренером Майком Кшижевски, которая позволила Ферри играть как под кольцом, так и за трёхсекундой линией. Дэнни стал очень важным игроком в университетской команде, трижды он помогал ей дойти до стадии финала четырёх чемпионата НАСС. В 1988 году Ферри был включён во вторую символическую сборную лучших игроков студенческого чемпионата, а в 1989 году — в первую, а также был получил призы имени Нейсмита и Оскара Робертсона лучшему игроку года среди студентов.

## Профессиональная карьера
В 1989 году на драфте НБА Ферри под вторым номером был выбран клубом «Лос-Анджелес Клипперс». Однако он не захотел подписывать с командой контракт и стал игроком римского «Виртуса», предложившего ему зарплату в один миллион долларов за один сезон. 16 ноября 1989 года менеджер «Клипперс» передал права на Ферри вместе с Реджи Уильямсом в «Кливленд Кавальерс», получив взамен Рона Харпера и три выбора на будущих драфтах.
Ферри десять сезонов провёл в качестве игрока «Кливленд Кавальерс». 10 августа 2000 года он в качестве свободного агента подписал контракт с клубом «Сан-Антонио Спёрс», за который отыграл ещё три сезона. В 2003 году он помог команде стать чемпионом НБА, после чего завершил карьеру игрока. За всю карьеру Ферри сыграл 917 игр в регулярном сезоне НБА, набирал при этом в среднем 7 очков, а также 67 игр в плей-офф.

## Работа в качестве функционера
После завершения карьеры игрока Ферри остался в «Сан-Антонио Спёрс» на должности директора по баскетбольным операциям. 27 июня 2005 года он был назначен генеральным менеджером «Кливленд Кавальерс», заключив пятилетний контракт на сумму 10 миллионов долларов. За время его работы в «Кавальерс» команда выиграла 272 игры и проиграла 138, а в 2007 году впервые в своей истории стала чемпионом Восточной конференции и дошла до финала НБА. 4 июня 2010 года, после окончания контракта, Ферри покинул «Кавальерс», а 26 августа был назначен вице-президентом по баскетбольным операциям в «Сан-Антонио Спёрс».
25 июня 2012 года Ферри был назначен президентом по баскетбольным операциям и генеральным менеджером команды «Атланта Хокс».

## Личная жизнь
У Дэнни Ферри и его жены Тиффани пять детей: Ханна, Грэйс, София, Люси и Джексон.

## Награды и достижения
- Чемпион НБА (2003)
- Приз Нейсмита лучшему игроку года среди студентов (1989)
- Приз имени Оскара Робертсона (1989)
- Баскетболист года среди студентов по версии UPI (1989)
- Баскетболист года конференции Atlantic Coast (1988—1989)
- Спортсмен года конференции Atlantic Coast (1988—1989)
- 1-я всеамериканская сборная NCAA (1989)
- 2-я всеамериканская сборная NCAA (1988)
- Мистер баскетбол США (1985)
- Баскетболист года среди старшеклассников по версии USA Today (1985)
- Баскетболист года среди старшеклассников по версии журнала Parade  (1985)

## Статистика

### Статистика в НБА
| Сезон                                                                                    | Команда     | Регулярный сезон | Регулярный сезон | Регулярный сезон | Регулярный сезон | Регулярный сезон | Регулярный сезон | Регулярный сезон | Регулярный сезон | Регулярный сезон | Регулярный сезон | Регулярный сезон | Серия плей-офф | Серия плей-офф | Серия плей-офф | Серия плей-офф | Серия плей-офф | Серия плей-офф | Серия плей-офф | Серия плей-офф | Серия плей-офф | Серия плей-офф | Серия плей-офф |
| Сезон                                                                                    | Команда     | GP               | GS               | MPG              | FG%              | 3P%              | FT%              | RPG              | APG              | SPG              | BPG              | PPG              | GP             | GS             | MPG            | FG%            | 3P%            | FT%            | RPG            | APG            | SPG            | BPG            | PPG            |
| ---------------------------------------------------------------------------------------- | ----------- | ---------------- | ---------------- | ---------------- | ---------------- | ---------------- | ---------------- | ---------------- | ---------------- | ---------------- | ---------------- | ---------------- | -------------- | -------------- | -------------- | -------------- | -------------- | -------------- | -------------- | -------------- | -------------- | -------------- | -------------- |
| 1990/91                                                                                  | Кливленд    | 81               | 2                | 20,5             | 42,8             | 29,9             | 81,6             | 3,5              | 1,8              | 0,5              | 0,3              | 8,6              | Не участвовал  | Не участвовал  | Не участвовал  | Не участвовал  | Не участвовал  | Не участвовал  | Не участвовал  | Не участвовал  | Не участвовал  | Не участвовал  | Не участвовал  |
| 1991/92                                                                                  | Кливленд    | 68               | 1                | 13,8             | 40,9             | 35,4             | 83,6             | 3,1              | 1,1              | 0,3              | 0,2              | 5,1              | 8              | 0              | 6,6            | 50,0           | 33,3           | 100,0          | 2,0            | 0,1            | 0,1            | 0,1            | 2,4            |
| 1992/93                                                                                  | Кливленд    | 76               | 1                | 19,2             | 47,9             | 41,5             | 87,6             | 3,7              | 1,8              | 0,4              | 0,6              | 7,5              | 8              | 0              | 14,8           | 38,2           | 44,4           | 90,0           | 3,1            | 1,8            | 0,5            | 0,4            | 4,9            |
| 1993/94                                                                                  | Кливленд    | 70               | 1                | 13,8             | 44,6             | 27,5             | 88,4             | 2,0              | 1,1              | 0,4              | 0,3              | 5,0              | 1              | 0              | 4,0            | -              | -              | -              | 0,0            | 1,0            | 0,0            | 0,0            | 0,0            |
| 1994/95                                                                                  | Кливленд    | 82               | 6                | 15,7             | 44,6             | 40,3             | 88,1             | 1,7              | 1,2              | 0,3              | 0,3              | 7,5              | 4              | 0              | 16,8           | 52,0           | 53,3           | 66,7           | 0,8            | 1,5            | 0,5            | 0,0            | 9,5            |
| 1995/96                                                                                  | Кливленд    | 82               | 79               | 32,7             | 45,9             | 39,4             | 76,9             | 3,8              | 2,3              | 0,7              | 0,5              | 13,3             | 3              | 3              | 39,0           | 34,1           | 6,3            | -              | 5,0            | 3,0            | 1,0            | 0,7            | 9,7            |
| 1996/97                                                                                  | Кливленд    | 82               | 48               | 32,1             | 42,9             | 40,1             | 85,1             | 4,1              | 1,8              | 0,7              | 0,4              | 10,6             | Не участвовал  | Не участвовал  | Не участвовал  | Не участвовал  | Не участвовал  | Не участвовал  | Не участвовал  | Не участвовал  | Не участвовал  | Не участвовал  | Не участвовал  |
| 1997/98                                                                                  | Кливленд    | 69               | 3                | 15,0             | 39,5             | 33,3             | 80,0             | 1,7              | 0,9              | 0,4              | 0,2              | 4,2              | 3              | 0              | 3,3            | 0,0            | 0,0            | -              | 0,3            | 0,0            | 0,0            | 0,0            | 0,0            |
| 1998/99                                                                                  | Кливленд    | 50               | 10               | 21,2             | 47,6             | 39,2             | 87,9             | 2,0              | 1,1              | 0,5              | 0,2              | 7,0              | Не участвовал  | Не участвовал  | Не участвовал  | Не участвовал  | Не участвовал  | Не участвовал  | Не участвовал  | Не участвовал  | Не участвовал  | Не участвовал  | Не участвовал  |
| 1999/00                                                                                  | Кливленд    | 63               | 3                | 21,0             | 49,7             | 44,0             | 91,2             | 3,8              | 1,1              | 0,3              | 0,4              | 7,3              | Не участвовал  | Не участвовал  | Не участвовал  | Не участвовал  | Не участвовал  | Не участвовал  | Не участвовал  | Не участвовал  | Не участвовал  | Не участвовал  | Не участвовал  |
| 2000/01                                                                                  | Сан-Антонио | 80               | 29               | 21,1             | 47,5             | 44,9             | 73,3             | 2,8              | 0,9              | 0,4              | 0,3              | 5,6              | 13             | 11             | 25,7           | 39,7           | 45,7           | -              | 3,2            | 1,3            | 0,3            | 0,1            | 5,8            |
| 2001/02                                                                                  | Сан-Антонио | 50               | 2                | 15,9             | 42,9             | 43,4             | 94,4             | 1,8              | 1,0              | 0,3              | 0,2              | 4,6              | 10             | 0              | 15,5           | 30,3           | 35,0           | 25,0           | 2,0            | 0,8            | 0,0            | 0,1            | 2,8            |
| 2002/03                                                                                  | Сан-Антонио | 65               | 1                | 9,2              | 35,5             | 35,0             | 76,9             | 1,2              | 0,3              | 0,1              | 0,1              | 1,8              | 16             | 1              | 6,3            | 28,6           | 28,6           | -              | 1,4            | 0,4            | 0,1            | 0,0            | 1,3            |
|                                                                                          | Всего       | 918              | 186              | 19,8             | 44,6             | 39,3             | 84,0             | 2,8              | 1,3              | 0,4              | 0,3              | 7,0              | 66             | 15             | 14,5           | 37,6           | 36,8           | 75,0           | 2,2            | 1,0            | 0,2            | 0,1            | 3,8            |
| Наведите курсор мыши на аббревиатуры в заголовке таблицы, чтобы прочесть их расшифровку. |             |                  |                  |                  |                  |                  |                  |                  |                  |                  |                  |                  |                |                |                |                |                |                |                |                |                |                |                |